# Isopterygium plumicaule
Isopterygium plumicaule är en bladmossart som beskrevs av William Russell Buck 1987. Isopterygium plumicaule ingår i släktet Isopterygium och familjen Hypnaceae. Inga underarter finns listade i Catalogue of Life.